# Phoma multipora
Phoma multipora är en lavart som beskrevs av V.H. Pawar, P.N. Mathur & Thirum. 1967. Phoma multipora ingår i släktet Phoma, ordningen Pleosporales, klassen Dothideomycetes, divisionen sporsäcksvampar och riket svampar.   Inga underarter finns listade i Catalogue of Life.